# Río Hackensack
El río Hackensack es un río de los Estados Unidos, de aproximadamente 70 km de largo. Tiene su origen en Nueva Jersey y desemboca en la bahía de Newark, tras recibir las aguas de algunos afluentes. Se encuentra unido también al río Passaic. 

## Afluentess

### Nueva Jersey
- Berrys Creek
- Bashes Creek
- Cherry Brook
- Moonachie Creek
- Mill Creek
- Cromakill Creek
- Bellmans Creek
- Losen Slote
- Overpeck Creek
- Coles Brook
- French Brook
- Hirshfeld Brook
- Dwars Kill

- Tappan Run

- Pascack Brook
- Holdrum Brook

- Hillsdale Brook

- Cherry Brook

### Nueva York
- Nauraushaun Brook Nanuet, New York
- East Branch Hackensack River
- Toms Creek
- West Branch Hackensack River